# وننسن
وننسن (به فرانسوی: Venanson) یک کامین در فرانسه است که در Canton of Saint-Martin-Vésubie واقع شده‌است.

## خصوصیات
وننسن ۱۷٫۹۸ کیلومترمربع مساحت و ۱۳۸ نفر جمعیت دارد و ۱٬۱۶۴ متر بالاتر از سطح دریا واقع شده‌است.